# Camulos
Camulos era un déu celta de la guerra, que se'l fa equivalent al déu Mart dels romans. El nom Camulos podria significar 'poderós', 'campió' o 'ocupat' en gal·lès.
El déu Camulos és conegut a la Gran Bretanya i la Gàl·lia, entre els Belgues i els Rems, i també a Renània, Dalmàcia i Roma. Dona nom a l'oppidum de Camulodúnum (la 'fortalesa de Camulos') a Essex.
Alguns autors l'associen al personatge de la mitologia irlandesa, Cumhaill (o Cumaill), un déu guerrer força temut, fill del rei dels Tuatha Dé Danann, Nuada, l'espòs de Muirné i el pare de Fionn mac Cumhaill, anomenat Deimne quan era un infant. Aquesta relació, segons el criteri actual, no és certa.